# Hotel Kosmos (Moskwa)
Zespół hotelowy „Kosmos” (ros. Гостиничный комплекс «Космос») to jeden z największych hoteli w Moskwie znajdujący się w północno-wschodnim okręgu administracyjnym miasta w pobliżu stacji metra WDNCh linii Kałużsko-Ryskiej.
Z 1777 pokojami jest to największy hotel Rosji pod względem liczby pokoi.
Został zbudowany przy współudziale firm francuskich na Letnie Igrzyska Olimpijskie 1980. Został oficjalnie otwarty 18 lipca 1979. W czasie związanego z tym wydarzenia uroczystości śpiewał m.in. piosenkarz francuski Joe Dassin.
Elewacja frontowa hotelu skierowana jest w kierunku Ogólnorosyjskiego Centrum Wystawowego i znajdującego się przy jego głównym wejściu Pomnika Zdobywców Kosmosu, a w dalszej perspektywie – wieży telewizyjnej Ostankino.
9 maja 2005 prezydenci Rosji Władimir Putin i Francji Jacques Chirac odsłonili przed hotelem pomnik Charles'a de Gaulle'a z okazji 60. rocznicy Dnia Zwycięstwa.
Hotel ma 25 pięter (plus jedno techniczne) i może przyjąć do 3 tysięcy gości.